# Fiona Brown
Fiona Alison Brown (* 31. März 1995 in Stirling) ist eine schottische Fußballspielerin. Die Stürmerin spielt in der Damallsvenskan in Schweden für den FC Rosengård und für die Schottische Nationalmannschaft.

## Karriere

### Verein
Fiona Brown begann ihre Karriere bei Celtic Glasgow. Im Dezember 2013 wechselte die 18-Jährige zum schottischen Rekordmeister Glasgow City LFC. Mit dem Verein gewann sie in den folgenden Jahren drei Meistertitel, zweimal den Pokal und Ligapokal. Mit Glasgow nahm sie an der UEFA Women’s Champions League 2014/15 und 2016/17 teil und bestritt dabei elf Spiele in den sie zwei Tore erzielte.
Im Dezember 2016 wechselte sie nach Schweden zu Eskilstuna United. Bereits nach einer Spielzeit verließ sie den Verein und unterschrieb beim FC Rosengård. Mit ihrem neuen Verein gewann sie 2018 den Schwedischen Pokal. In der UEFA Women’s Champions League 2018/19 erreichte sie mit den Schwedinnen das Achtelfinale, schied dort aber gegen Slavia Prag nach einer 2:3-Heimniederlage und einem torlosen Remis im Rückspiel aus.

### Nationalmannschaft
Fiona Brown spielt seit dem Jahr 2009 für den Schottischen Verband. Sie begann in der U-15 und spielte danach in der U-17 und U-19. Mit der U-19 nahm sie 2014 an der Europameisterschaft in Norwegen teil. Am 8. Februar 2015 debütierte sie in der A-Nationalmannschaft gegen Nordirland. Beim 4:0-Auswärtssieg in Belfast stand sie in der Startelf. Ihr erstes Tor im Nationaltrikot gelang ihr im Oktober 2017 gegen Albanien, als sie beim 5:0-Erfolg zur Führung traf. Mit Schottland qualifizierte sie sich für die Europameisterschaft 2017. Bei der EM kam sie in den drei Gruppenspielen zum Einsatz. In ihrem ersten EM-Spiel trafen sie auf England und verloren mit 0:6. Brown wurde zur zweiten Halbzeit Minute beim Stand von 0:3 ausgewechselt. Im zweiten Gruppenspiel, beim 1:2 gegen Portugal, wurde sie in der 67. Minute ausgewechselt. Im dritten Spiel, das sie gegen Spanien mit 1:0 gewannen, wurde sie nach 73 Minuten eingewechselt. Da Portugal und Spanien auch gegen England verloren, die Spanierinnen aber mit 2:0 gegen Portugal gewannen, schieden die Schottinnen als Gruppendritte aus.
In der Qualifikation zur WM 2019 wurde sie in fünf Spielen eingesetzt und erzielte bei 5:0 gegen Albanien am 24. Oktober 2017 ihr erstes A-Länderspieltor. Die Schottinnen qualifizierten sich erstmals für die WM, wo sie wie bei der EM im ersten Spiel auf England treffen werden.
Am 15. Mai 2019 wurde sie für die WM nominiert.

## Erfolge
- Schottischer Meister (3): 2014, 2015, 2016
- Schottischer Pokal (2): 2014, 2015
- Schottischer Ligapokal (2): 2014, 2015
- Schwedischer Pokal (1): 2018